# Unelles
 (1er mai 2025).
Les Unelles (en latin Unelli) sont l’un des peuples gaulois vivant, lors de son invasion par Jules César entre 58 et 51 av. J.-C., dans la partie armoricaine de la Gaule celtique occupant le Cotentin, le nord de l'actuel département de la Manche.
Les Unelles participent dès la deuxième année à la guerre des Gaules de 57 jusqu'en 52 av. J.-C., soit de la guerre des Vénètes jusqu’au siège d'Alésia. Les Unelles rejoignent alors l'alliance anti-romaine dirigée par Viridovix, à la demande de leurs alliés les Vénètes. Jules César envoie contre eux une légion commandée par le légat Quintus Titurius Sabinus, et les soumet. Au Bas-Empire romain, le territoire des Unelles fait partie du système défensif appelé Tractus Armoricanus et Nervicanus confié à des peuples fédérés, il s'agit de la partie continentale du Litus Saxonicum. À la toute fin de l'Empire romain au Ve siècle, les Unelles intègrent la province de Lyonnaise Seconde. À la même période, l'évêché de Coutances est créé dans cette région et la christianisation se développe.
Les deux principales cités des Unelles sont Alauna et Cosedia. Les autres cités sont Coriallo, Crociatonum et peut être Grannonum ainsi que les villes actuelles de Montaigu-la-Brisette et Portbail.
Au niveau économique, deux ports majeurs (Coriallo et Portbail) permettent de développer le commerce avec les provinces occidentales de l'Empire romain (Gaule, Tarraconaise, Italie). L'alimentation des principaux centres urbains est assurée par de grandes villae et des centres d'artisanat se développent jusqu'au IIIe siècle.

## Ethnonymie
Jules César mentionne les Unelles sous le nom de V[e]nellos, Pline l'Ancien les dénomme sous l'appellation Venelli, Claude Ptolémée les mentionne comme Οủενέλλων / Oủenéllōn ou Οủένελλοι / Oủénelloi et Dion Cassius les appelle Οủενελλους / Oủenellous,.
Pour Camille Jullian, historien, philologue et épigraphiste français de la seconde partie du XIXe et du début du XXe siècle, le nom de ce peuple a une consonance ligure.

## Histoire

### Guerre des Gaules
À l'automne 57 av. J.-C., après sa victoire sur les Aduatici, l'homme d’État romain Jules César termine sa campagne contre les peuples belges ; ce fait lui permet d'envoyer un de ses légats, Publius Crassus, avec une légion afin d'obtenir la soumission des peuples armoricains, appelés aussi « peuples de l'Océan », dont font partie les Unelles. La campagne se termine rapidement sans incident, les Armoricains ayant probablement livré des otages aux Romains.
À la fin de l'hiver, Publius Crassus envoie des officiers, Quintus Velanius et Titus Silius, chez les Vénètes pour réquisitionner du ravitaillement, principalement du blé, chez les peuples proches. Ceux-ci font prisonniers les officiers romains et, pour se défendre contre la réaction romaine, ils appellent à l'aide plusieurs peuples, dont les Unelles, afin de coopérer à l'alliance anti-romaine. D'autres peuples se joignent aux Unelles, dont les Aulerques Éburovices et les Lexoviens, et ils affrontent, entre Vire et Avranches, les trois légions du légat Quintus Titurius Sabinus. Commandée par le chef des Unelles Viridovix, l'armée gauloise coalisée est défaite, probablement par une ruse, lors de son assaut du camp romain.
Les Unelles feront, comme la plupart des peuples de Gaule, partie de la coalition qui contribue en 52 av. J.-C. à l'armée envoyée au secours de Vercingétorix au siège d'Alésia.

### Administration romaine
À la fin de la République romaine entre la guerre des Gaules et l'avènement de l'Empire, une présence militaire pour pacifier les Unelles est possible sur des sites fortifiés comme au cap de Carteret, au mont Castre et à Montebourg. Les fouilles archéologiques ont permis de constater que la conquête romaine n'a pas apporté de destructions conséquentes ni d'émigration des localités rurales ou des fermes.
Sous le Haut-Empire romain, la civitas semble avoir deux chefs-lieux : Alauna pour la partie nord et Cosedia pour la partie sud. Une éventuelle fusion, probablement sous l'empereur Dioclétien en 297, est évoquée avec un transfert des lieux de pouvoir d'Alauna vers Cosedia, devenue Constantia.
À la fin du Haut-Empire romain, soit à la toute fin du IIe siècle, des villae commencent à être abandonnées.
À partir de la tétrarchie, plus précisément entre 284 et 290, puis sous le règne de Constantin le Grand et de sa descendance, une nouvelle organisation militaire de la Gaule romaine voit le jour,. L'objectif est de résister à la piraterie sur les côtes de la Manche organisée par les Francs et les Saxons et de protéger les ports afin d'assurer la continuité du commerce maritime et du transport de l'armée. Les Unelles font désormais partie de la province de Lyonnaise Seconde et une nouvelle région administrative militaire est créée : le Tractus Armoricanus et Nervicanus. Il s'agit de la partie continentale du Litus Saxonicum avec la construction de camps, de fortifications et de garnisons composées de soldats d'origine mercenaire ou des peuples fédérés provenant de l'extérieur de l'Empire romain (Francs, Frisons, Saxons) qui amènent une nouvelle population dans la civitas sur tout le littoral normand,. Deux garnisons sont installées chez les Unelles à Cosedia et à Grannonum (si cette dernière, non localisée, se situe bien dans le territoire des Unelles) pour un nombre de militaires estimé entre 5 500 et 7 500 hommes et composé principalement de limitanei, des troupes « spécialisées » dans la défense des frontières,. Au IVe siècle, Coriallo et Cosedia se fortifient pour repousser les pillages des Saxons. À la fin de l'Empire romain, au Ve siècle, la direction militaire de la civitas passe sous le contrôle d'un préfet des Lètes Bataves appelé Praefectus laetorum Batavorum et gentilium Suevorum, Baiocas et Constantinae. Ses guerriers sont, pour le territoire des Unelles, à partir du IIIe siècle, des prisonniers de guerre suèves qui, en échange de leur libération, s'engagent dans l'armée romaine ou s'installent sur des terres libres.
À la fin du IVe ou au début du Ve siècle, la Civitas Constantia fait partie de la province Lyonnaise Seconde. Au même moment, sur le plan religieux, l'évêché de Coutances est le plus récent des évêchés créés dans cette province. Il ne comporte que deux ou trois paroisses, la christianisation de la province est probablement le fait du diocèse de Bayeux. Au début du Ve siècle, les Unelles sont les principaux foyers de la révolte des Bagaudes.

Litus Saxonicum
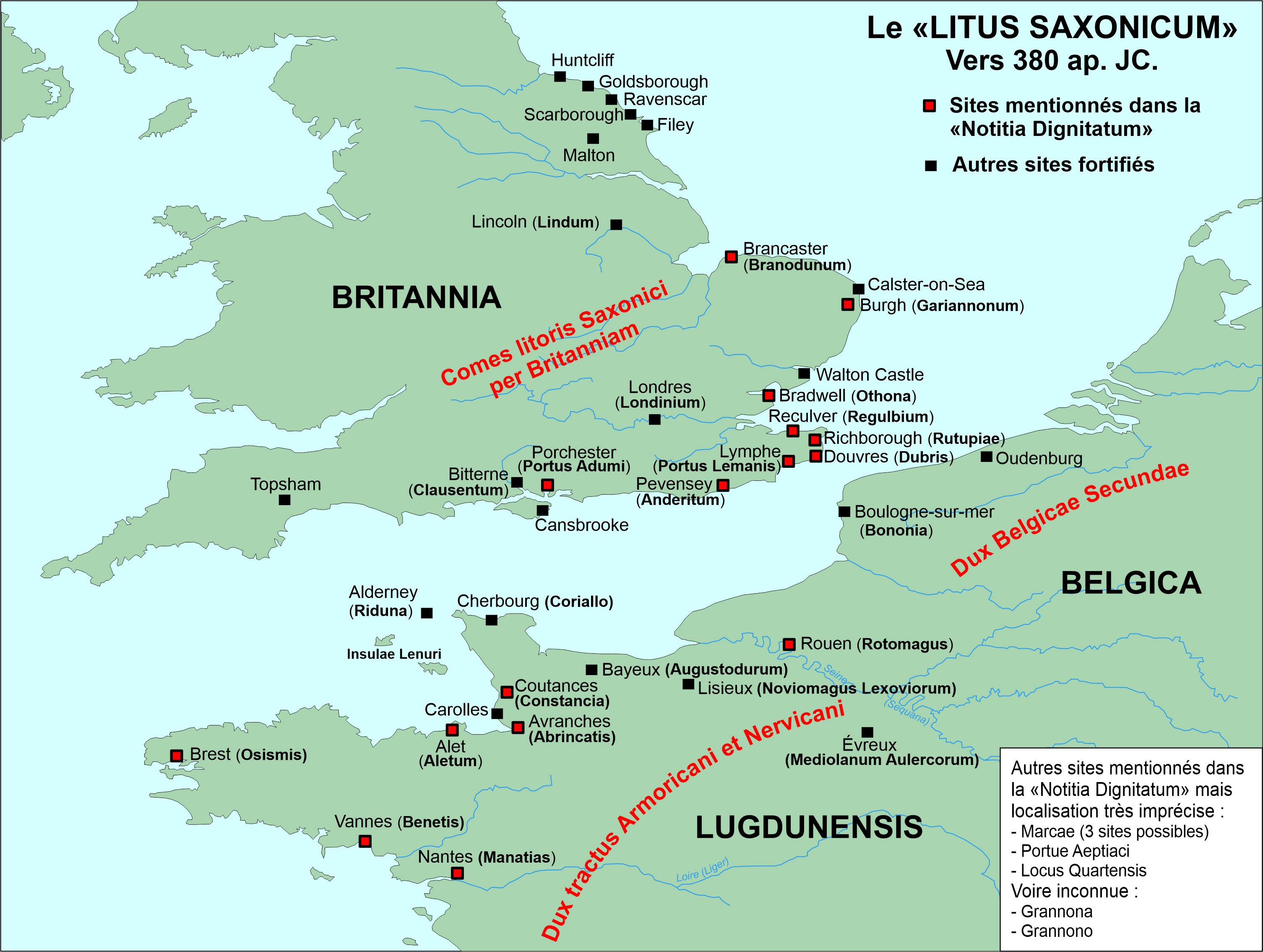
Système défensif du Litus Saxonicum au IVe siècle.
Castra, garnisons et points d'appuis défensifs le long du Tractus Armoricanus et Nervicanus dans la Normandie antique au IVe siècle.
Hiérarchie du Tractus Armoricanus et Nervicanus au IVe siècle à partir de la Notitia dignitatum.

### Moyen Âge
Après la chute de l'Empire romain d'Occident, les Unelles font partie du royaume de Syagrius. Puis après la conquête franque de ce royaume sous Clovis, les Unelles intègrent le comitatum Constantinum qui fait partie de la Neustrie. Le territoire est alors dirigé par un officier dépendant du pouvoir royal et révocable à tout moment.
Traditionnellement, le premier évêque de Coutances est Saint Éreptiole jusqu'à sa mort en 475. Le second évêque de Coutances se nomme Exuperius, probablement la même personne qu'Exupère de Bayeux, évêque de Bayeux, ce qui explique le fait qu'un nombre important de dédicaces dans l'évêché de Coutances fasse référence à des saints de l'évêché de Bayeux. Cependant la liste des évêques de Coutances est considérée comme peu fiable jusqu'en 511,. Peu après, le cinquième évêque de Coutances se dénomme Laud de Coutances, fondateur de nombreuses abbayes sur le territoire ecclésiastique des Unelles.
La première mention officielle d'un évêque pour ce peuple est celle de Léontianus ou Léoncien de Coutances en 511, connu pour avoir assisté au concile d'Orléans la même année à la demande de Clovis,,. En 549, Briovera semble être le siège de l'évêché sous le nom de episcopus ecclesiae Constantinae vel Brioverensis, ce qui peut s'expliquer par un possible déplacement de l'évêque de Constantia vers Briovera pendant les périodes de troubles.
Jusqu'au milieu du VIIIe siècle, un seul comte nous est connu sous le nom de Genatius. La chronique de Fontenelle rédigée entre 830 et 840 par un moine de l'abbaye Saint-Wandrille de Fontenelle évoque la nomination au pouvoir politique de Rihwin vers 747 pour diriger le pago Coriovallinse. En 866, Sigenand est nommé évêque de Coutances où il entame une correspondance avec le pape Nicolas Ier sur les dangers qui pèsent sur ses églises. En 867, le roi Charles le Chauve confie à Salomon de Bretagne la protection et l'exploitation du Cotentin, mais sans gage de succès auprès des populations locales.

## Territoire

Hypothèse des années 2010 sur l'existence de deux civitates chez les Unelles au Haut-Empire romain.

Proposition de localisation du territoire des Unelles au Bas-Empire romain.

Dans le secteur géographique des Unelles, les sites romains sont nombreux et plutôt dispersés, particulièrement dans le nord de la région naturelle du Cotentin. À l'inverse, il semble y avoir peu de peuplement dans le secteur à l'est du département actuel de la Manche, probablement en raison de la présence du bocage ou de fouilles archéologiques moins nombreuses.
Dans l'historiographie traditionnelle, les diocèses sont hérités des provinces romaines, qui eux-mêmes sont l'héritage des pagi gaulois, même si une partie de l'historiographie contemporaine est plus nuancée sur ce sujet,. Cette hypothèse s'appuie sur le fait que les conciles de Nicée en 325, puis de Constantinople en 381 auraient fait remplacer les civitates par des limites ecclésiastiques. Plus tard, à partir du XIVe siècle, les sources tentent de lier les civitates aux limites ecclésiastiques, idée reprise plus tard par Melchior Tavernier en 1640, Jean-Baptiste Nolin en 1757 et Auguste Longnon en 1878. Une première délimitation du territoire des Unelles en lien avec les limites du diocèse de Coutances est établie par Guillaume Mariette de La Pagerie en 1689 et reprise par Guillaume Delisle en 1742 en délimitant ce dernier sur les 128 km de la Vire pour la frontière est et jusqu'au Thar pour la frontière sud,. Pour la frontière occidentale, les îles à l'ouest ne semblent pas faire parties du territoire des Unelles.
La civitas des Unelles semble être un cas particulier, puisque les recherches historiques des années 2010 mettent en avant deux chefs-lieux : Alauna et Cosedia. Deux hypothèses pour la délimitation de cette frontière interne existent : la première se situe au niveau des marais des Ponts d'Ouve et de la Sangsurière et la seconde sur la rivière Taute et le fleuve Ay. Les frontières pour la partie nord vont donc des marées jusqu'à la côte et les frontières de la partie sud seraient limitées par quatre cours d'eau : l'Airou, la Douquette, le Thar et le Sienne. Les frontières de la civitas ont donc évolué entre le Haut-Empire romain et le Haut Moyen Âge, mais toujours en reposant sur des frontières physiques et visibles dans le paysage (cours d'eau, forêt, marais, relief).

### Alauna
Alauna est le chef-lieu des Unelles au Haut-Empire romain selon l'historienne Élizabeth Deniaux, il s'agit de la localité la plus peuplée de ce peuple et elle correspond aujourd'hui à Valognes,. Pour Laurence Jeanne et Laurent Paez-Rezende, il ne s'agit pas du chef-lieu des Unelles mais du chef-lieu de la partie septentrionale du territoire des Unelles (civitas Alauna dont la limite serait fixée des marais proches de Carentan jusqu'au littoral nord,,. Elle perd son statut de chef-lieu au profit de Cosedia probablement au moment des réformes de Dioclétien et son territoire est fusionné avec la civitas de Cosedia pour devenir la civitas Constantia,. La cité est uniquement évoquée par l'Itinéraire d'Antonin comme un point de départ et apparaît comme une simple agglomération sur la table de Peutinger,,. Le site semble encore être occupé dans une moindre mesure pendant l'Antiquité tardive et au début du Moyen Âge.
Son site est occupé des localités gauloises, puis la fondation romaine date du Ier siècle av. J.-C.. Elle se situe au nord des marais de la Sèvres et de l'Ay, qui barrent la presqu'île du Cotentin. Sa superficie est évaluée à 46-50 hectares avec de nombreux monuments construits à l'époque de Néron puis sous la dynastie flavienne tels que des thermes au milieu du Ier siècle et un théâtre au IIe siècle,,. Deux nécropoles aux entrées et deux sanctuaires (et une hypothèse pour deux autres supplémentaires) sont également présents. Le déclin de la ville commence au IIIe siècle avant son abandon au début du Ve siècle. 
Les premières découvertes sur ce site concernent le mur de la Victoire, le théâtre et les thermes, elles sont réalisées en 1695 par le père Dunod sous la direction de Nicolas Foucault. D'autres ont lieu en 1830, elles se composent de plusieurs médailles en bronze dans l'église Notre-Dame d'Alleaume qui laissent supposer la présence à l'époque romaine d'un temple dédié soit à Jupiter-Gardin ou soit à Custos. Les premières fouilles avec des méthodes modernes ont lieu à partir des décennies 1950-1960. Les premières fouilles méthodiques débutent en 1982, permettant de révéler les thermes à la fin de cette décennie. D'autres campagnes ont lieu en 1998-1999, puis en 2012. En 2017, une fouille au géoradar permet de localiser le forum.

Alauna
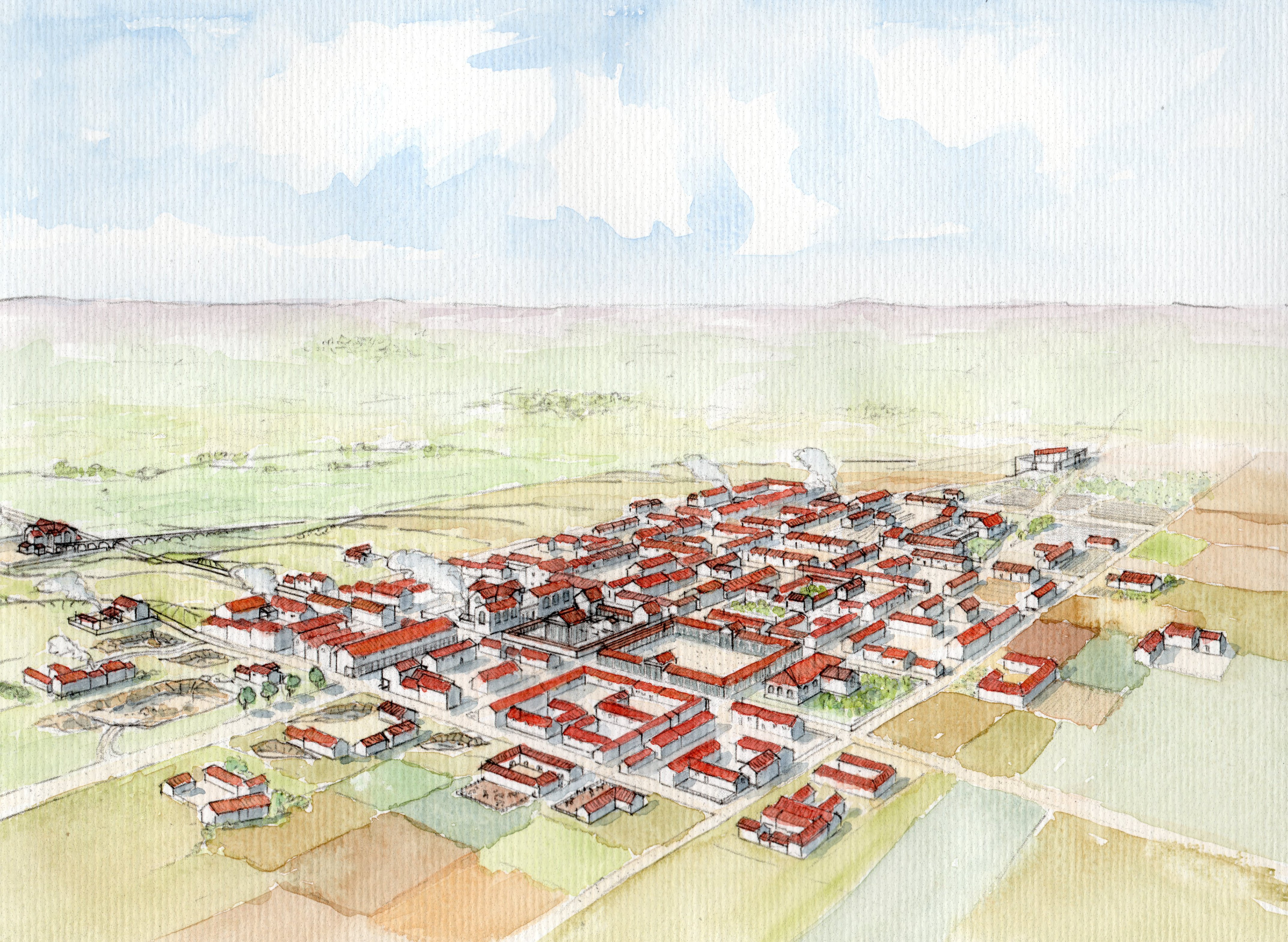
Proposition de restitution d'Alauna vers le IIe siècle.
Proposition de plan de la ville antique.
Plan des thermes dans leur état d'origine.  - salle chaude - salle tiède - salle froide
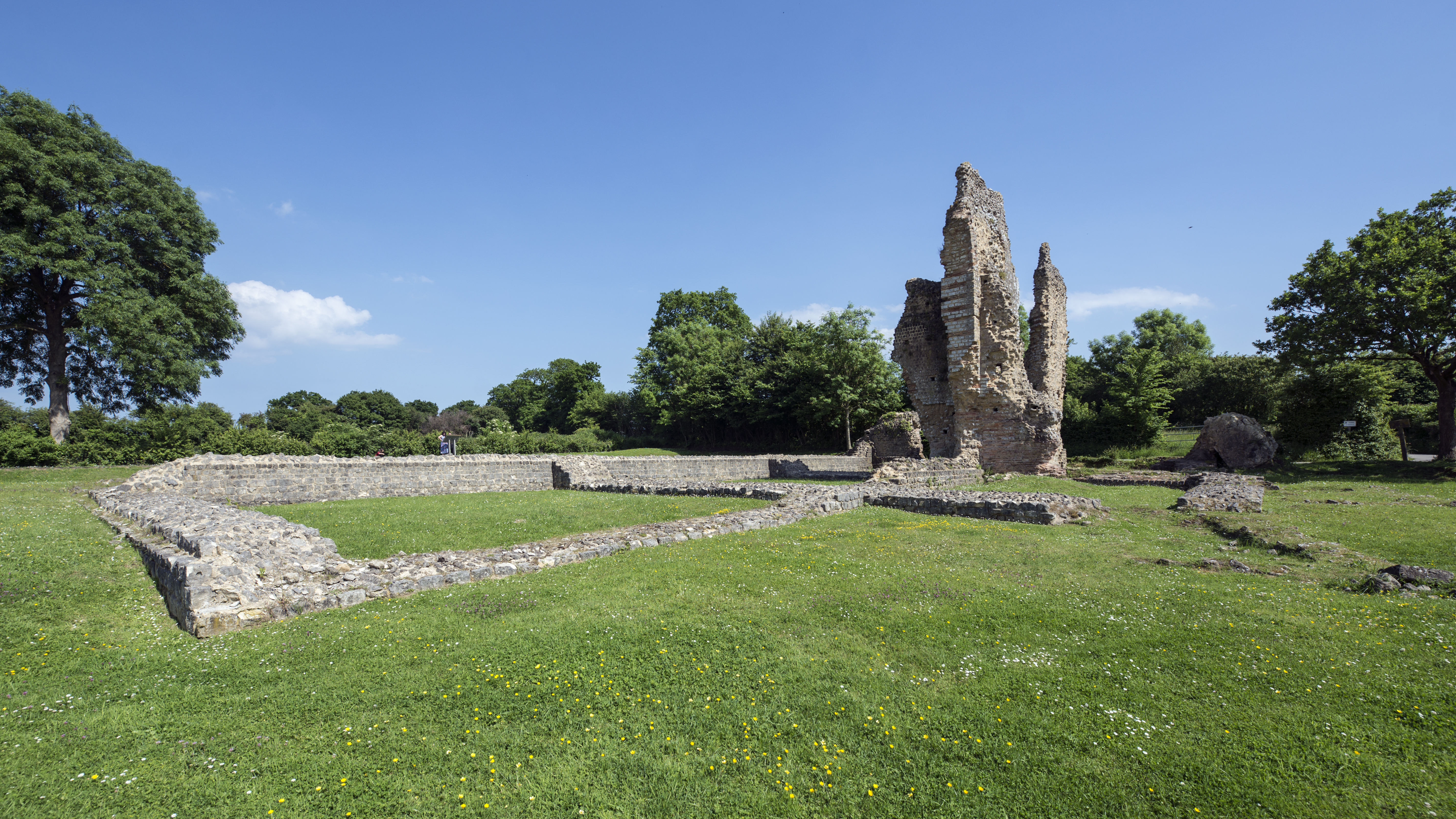
Vue générale des thermes.
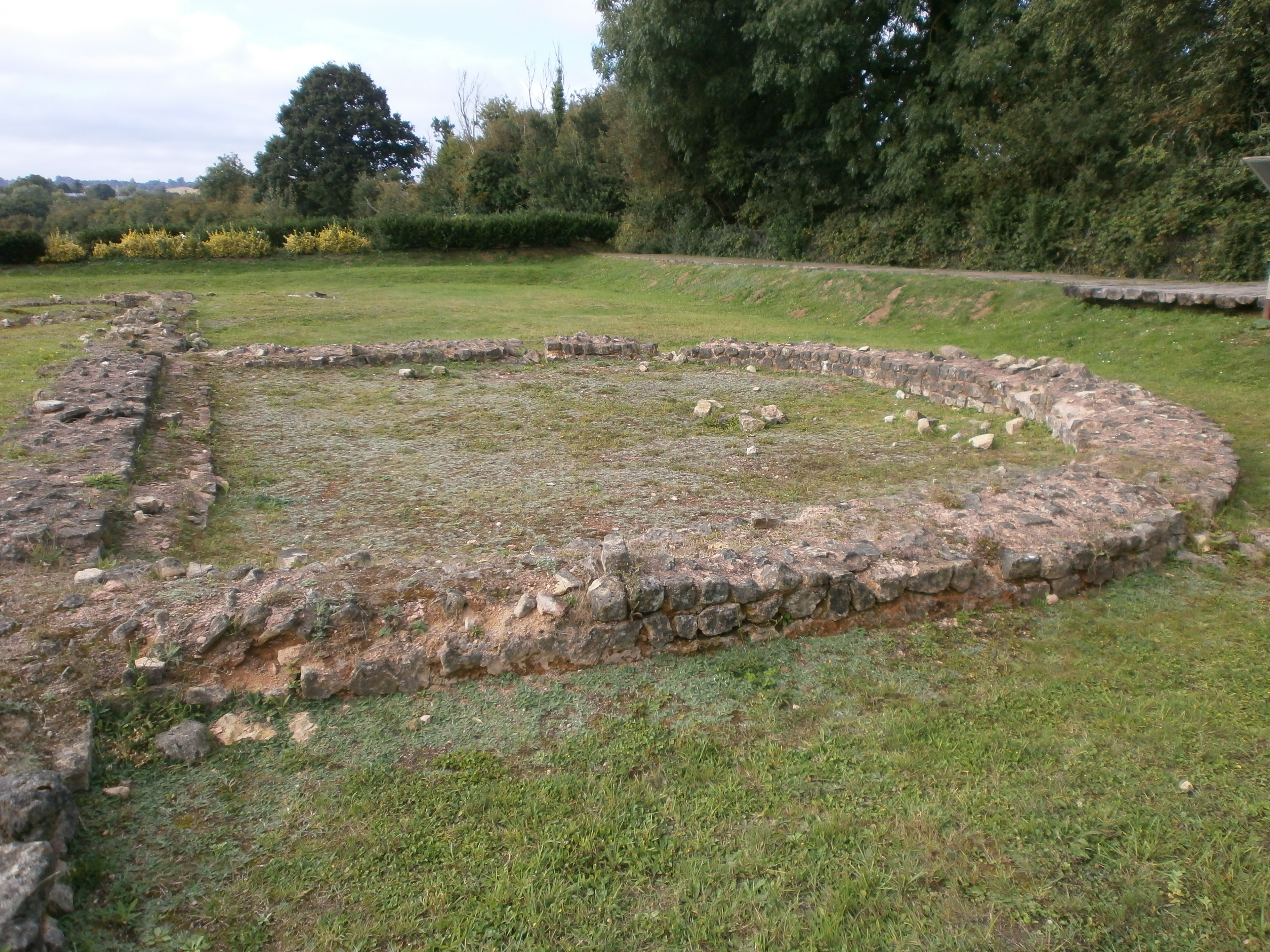
Piscine du frigidarium.
Plan du théâtre (2020).

### Cosedia
Cosedia, puis Constantia est la capitale de la civitas des Unelles au moment de la conquête romaine puis elle redevient le chef-lieu au Bas-Empire romain selon Élizabeth Deniaux et François Fichet de Clairfontaine, probablement à partir des réformes de Dioclétien,. Laurence Jeanne et Laurent Paez-Rezende suggèrent qu'elle est le chef-lieu de la partie méridionale des Unelles, c'est-à-dire de la civitas Cosedia localisée dans la partie sud du Cotentin au Haut-Empire romain,. Son nom serait dû à l'empereur romain Constance Chlore, il signifie « la ville qui se tient solidement ». Ses rôles de chef-lieu et de préfecture militaire au Bas-Empire sont évoqués dans la Notitia dignitatum et la table de Peutinger. Elle devient également siège d'un diocèse à cette période. Elle correspond aujourd'hui à Coutances. Elle conserve les limites gauloises (Thar, Airou, Douquette et Sienne).
Il est difficile de savoir si le site de la cité est occupée avant la conquête romaine. La cité se développe à partir du Ier siècle, puis au IIe siècle, l'espace bâti semble se concentrer autour de l'actuel quartier de la cathédrale Notre-Dame. Sa superficie est évaluée à 4 000-4 500 km2, surface importante par rapport aux autres chefs-lieux des civitates voisines. Très peu de traces ont été découverts des IIIe et IVe siècles. Au Bas-Empire romain, une garnison est installée dans la cité afin de protéger le Tractus Armoricanus et Nervicanus, elle porte le nom de Praefectus militum primae Flaviae,. Cette dernière se compose principalement de prisonniers de guerre d'origine suève. À cette époque ou au Haut Moyen Âge, un des signes de christianisation est la construction d'un sanctuaire dédié à un ermite du diocèse de Bayeux : saint Floxel. Dans le suburbium, un espace inhabité autour de fortification, un monastère respectant la règle colombanienne est créé et, dans la cité, l'église Saint-Pierre voit le jour. Aucun tombeau d'évêque n'est découvert dans les églises de la cité. C'est cette cité qui donne son nom à la péninsule et à la région naturelle du Cotentin.
Des fouilles sont réalisées dans la seconde partie du XVIIIe siècle, puis au milieu du XIXe siècle. Celles du XXe siècle sont principalement effectuées par Michel Le Pesant. Elles ont permis de révéler les principaux éléments de l'époque romaine entre les deux axes routiers antérieurs à l'occupation romaine. Ces fouilles archéologiques ont notamment permis de mettre au jour un sarcophage en plomb. 

### Coriallo
Coriallo ou Coriovallum est un vicus portuaire qui correspond aujourd'hui à la ville de Cherbourg.

Plan des fouilles réalisées par Jacqueline Pilet-Lemière sur le site du château à Cherbourg-en-Cotentin (ancienne Coriallo) entre 1978 et 1981.

Son port, déjà stratégique à l'époque romaine car se situant sur la route maritime allant de la Bretagne à l'océan Atlantique, est protégé par un castrum daté du IVe siècle et son nom signifierait « fortification des marais » selon René Lepelley,. Avant le développement de Portbail, il est probablement le port initial pour approvisionner Alauna et les Unelles plus généralement à travers le commerce dans la Manche avec les îles bretonnes ou provenant de la Mer Méditerranée. Il a sans doute lui-même le rôle du port gaulois d'Urville-Nacqueville. Au IVe siècle, un castrum est édifié et un principia est installé. La cité et son port deviennent stratégique pour repousser les pillages des pirates saxons au IVe siècle. Des édifices de l'époque romaine sont selon toute vraisemblance localisés dans le sable au niveau de l'estran. Les remparts, en calcaire aec des joints de mortier au tuileau, délimitent une zone de 1 ha avec des murs de 1,5 m d'épaisseur.
La première découverte archéologique date de 1741, il s'agit d'une pyramide funéraire et de 200 monnaies de bronze datées du IIe siècle des empereurs Antonin à Commode. Quelques années plus tard, une urne grecque comportant l'inscription Nicomedes epiphs basileus est mise au jour. En 1768, c'est une statue d'une divinité en bronze. Enfin en 1775, c'est un aureus de l'époque de l'empereur Néron qui est révélé. À la fin du XIXe siècle, d'autres fouilles sont réalisées (1873, 1889). Puis entre 1976 et 1981, d'importantes fouilles archéologiques sont effectuées. Les fouilles menées en 2019 ont révélé soit un grenier à blé ou soit une caserne de l'armée. Les fouilles archéologiques menées depuis trois siècles suggèrent la présence d'une nécropole le long de la voie romaine reliant cette cité à Alauna, des tombes y montrent une tentative de monumentalisation.

### Crociatonum
Crociatonum ou Crouciaconnum est un vicus non localisée avec certitude depuis le XIXe siècle. Il pourrait aujourd'hui correspondre, pour Dominique Bertin ou Élizabeth Deniaux, à la ville de Carentan ou, pour Pascal Vipard, à Saint-Côme-du-Mont,. Pour Gaël Lėon, le site n'est pas encore localisé avec certitude ; il pourrait aussi être localisé à Beuzeville-au-Plain selon François Joseph Liger ou Sainte-Mère-Église. La cité pourrait également se situer sur la voie romaine allant de Alauna à Augustodurum, plus précisément à 21 lieues (soit 46,7 km) de la première et 7 lieues (soit 15,6 km) de la seconde. Son existence antique semble avérée mais sa localisation actuelle n'a pas été déterminée malgré des recherches à son sujet depuis deux siècles,.

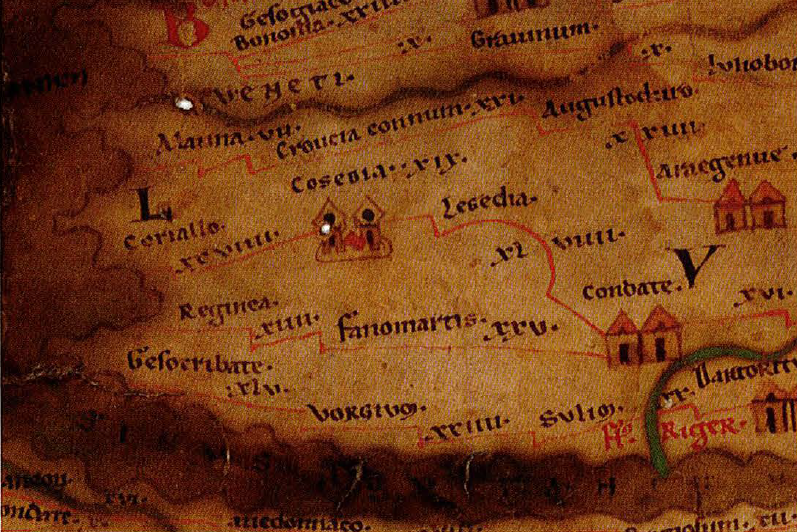
Sur cette copie médiévale de la table de Peutinger réalisée par Conrad Celtes, Croucia connum (dont la correspondance est Crociatonum) est localisée au nord de Cosedia.

Reproduction d'une borne milliaire romaine mentionnant Crociatonum découverte sur le territoire de la commune de Sainte-Mère-Église.

Ptolémée nomme cette cité Kroukiatonnom, tout comme une borne milliaire datée de la fin du Ier ou du début du IIe siècle mentionne cette cité. À la fin du IIIe siècle, l'Itinéraire d'Antonin et la table de Peutinger ne la désignent pas comme capitale de cités. Cette cité est évoquée dans des sources médiévales qui sont des copies de manuscrits antiques. La découverte d'une ancienne borne milliaire transformée en calvaire sur la place de Sainte-Mère-Église mentionne la cité à 9 000 pas (soit 13 km), mais ce repère routier a sans aucun doute possible été déplacé.

### Grannonum
Grannonum ou Grannona est un vicus des Unelles que Charles de Gerville, en 1829, assimile à Portbail.
Au Bas-Empire romain, une garnison portant le nom de Praefectus militum Grannonensium est installée dans la cité afin de protéger le Tractus Armoricanus et Nervicanus,.

### Montaigu-la-Brisette
Le site, dans le nord-est du Cotentin, se trouve à peu près à mi-chemin entre Alauna et la côte septentrionale de la presqu'île, dans une petite vallée près du Querbot un affluent de la Saire,. La superficie du site est évaluée à 15 ha. Cette ville est active du milieu du Ier siècle apr. J.-C. jusqu'à la fin du IIIe siècle, puis tombe à l'abandon au IVe siècle. Sa fonction, ville-étape ou centre de production agricole, est encore discutée. Son déclin commence vers la fin du IIIe siècle avant d'être totalement abandonnée au IVe siècle, puis elle tombe dans un oubli total jusqu'au début du XIXe siècle avant que les travaux du XXIe siècle ne l'étudient plus en détail. Après son abandon, la localité romaine n'a aucun lien avec le site médiéval, ni avec les hameaux actuels du secteur.
Les édifices principaux construits à la fin du Ier siècle sont un sanctuaire et des thermes (avec piscine extérieure et peut être un gymnase ou une bibliothèque) localisés dans le fond de la vallée et qui occupent à eux deux 8 % de la localité,. Des bâtiments de stockage et un moulin semblent être présents le long du Querbot, un affluent de la rive droite de la Saire, amenant à l'hypothèse d'une production et d'exportation de céréales dans le secteur,. La plupart des habitations sont composées de trois ou quatre pièces, avec peu de décorations.
La cité est redécouverte par Charles de Gerville lors de travaux de déforestation au XIXe siècle.

Montaigu-la-Brisette à l'époque romaine
Plan intemporel de l'agglomération antique[note 1]
Plan schématique du sanctuaire.
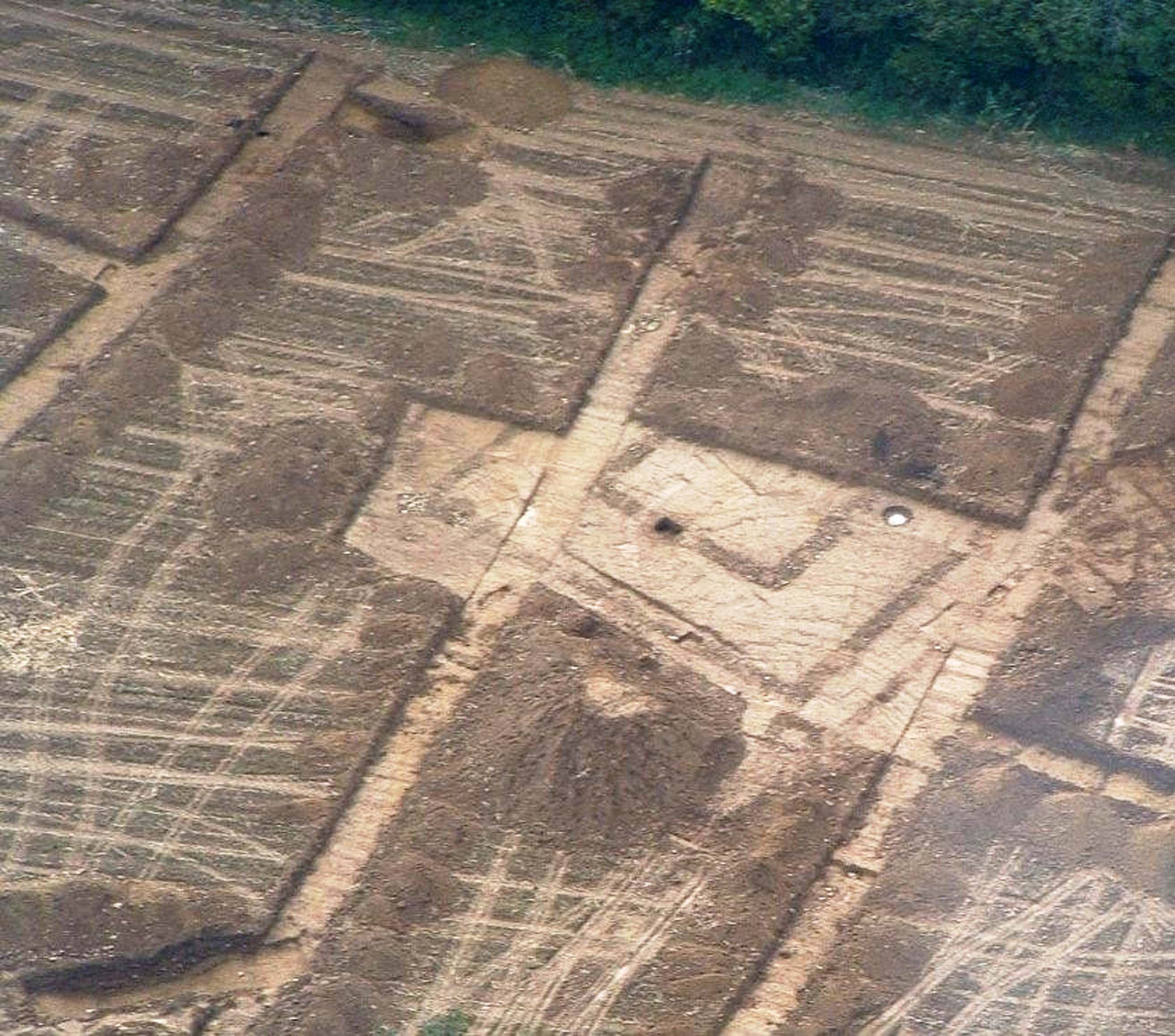
Sanctuaire en cours de fouille, vu du nord-est.
Évolution des thermes antiques.
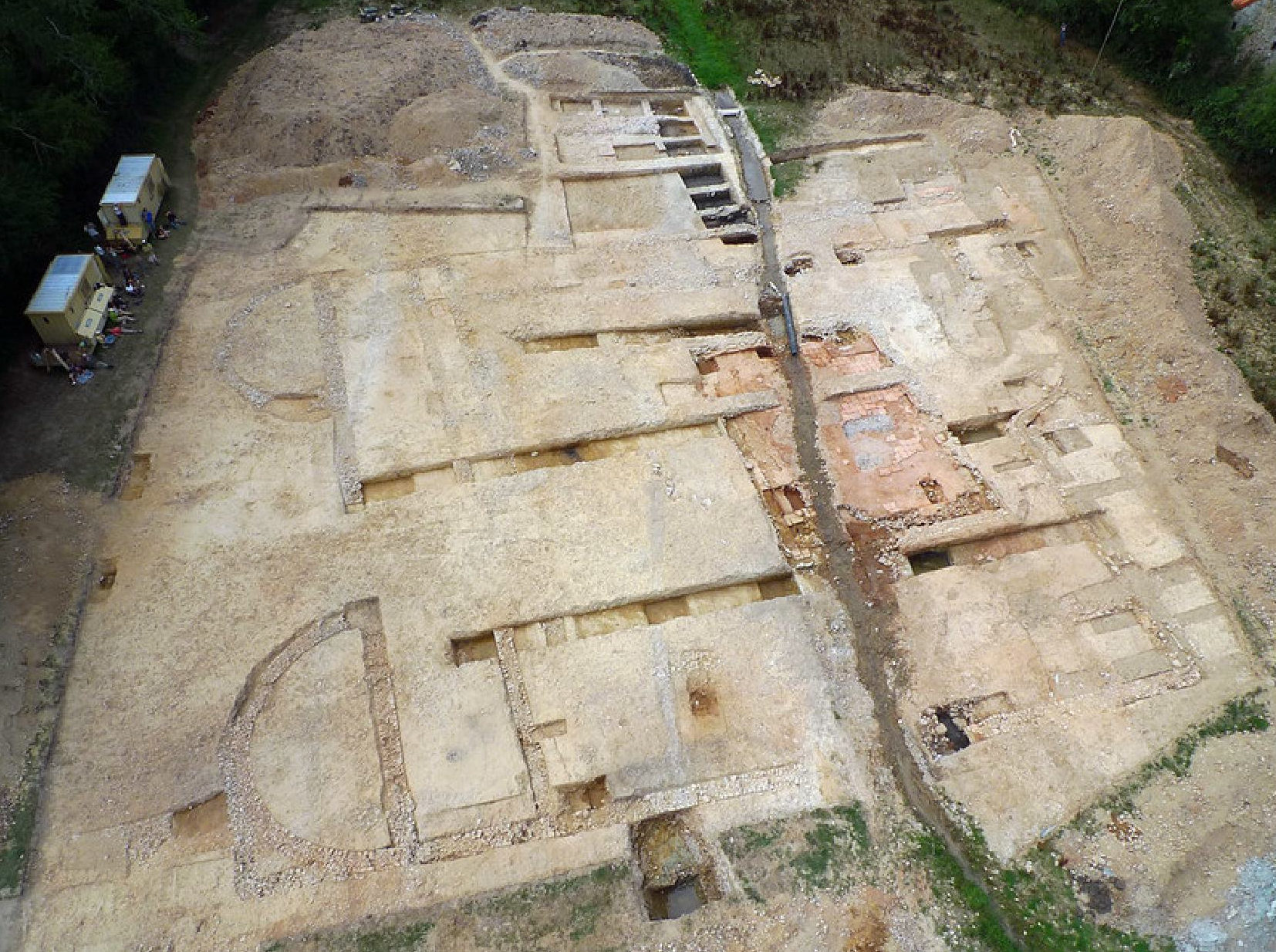
Thermes en cours de fouille, vus de l'est.
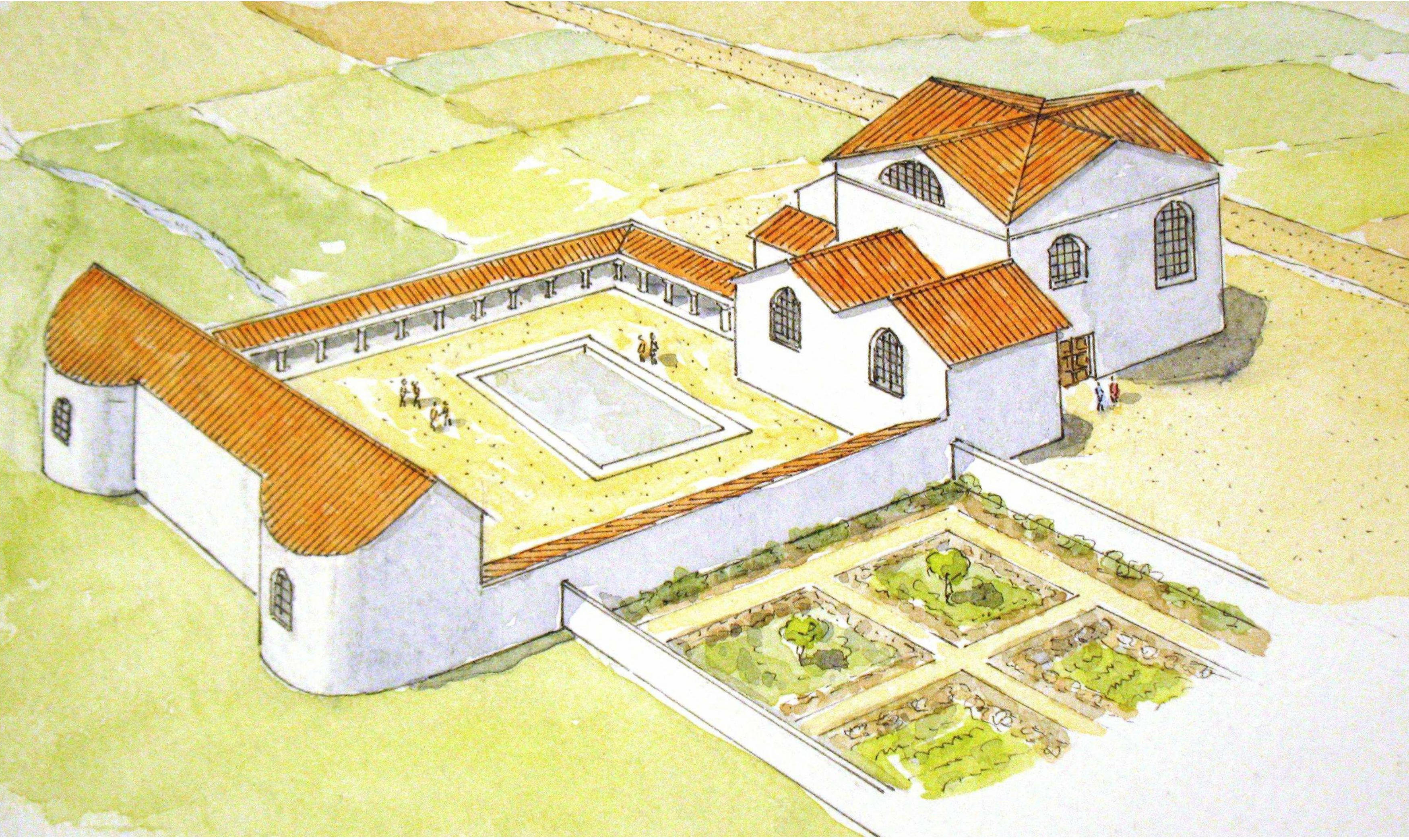
Vue d'artiste des thermes (4e état).
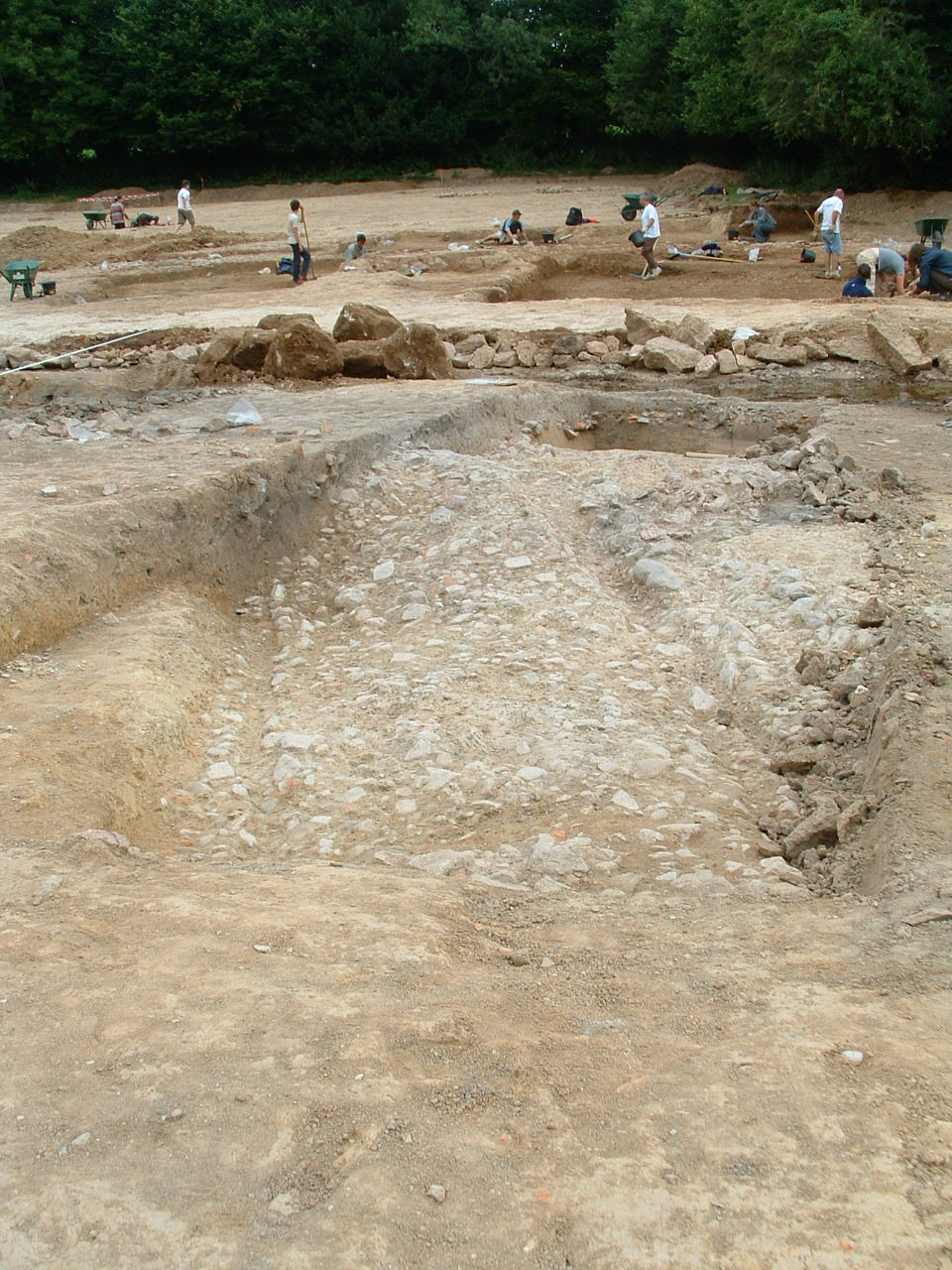
Voie avec ornières en cours de fouille.

### Portbail

Reconstitution de la Portbail romaine par Laurent Paez-Rezende et Laurence Jeanne en 2017.

Plan et matériaux utilisés lors de la construction du baptistère.

Avant l'arrivée des Romains, le site semble occuper par quelques fermes. Après la conquête romaine, la cité romaine est implantée sur deux pôles séparés de 800 m couvrant au maximum 40 ha dont un des deux se situe au niveau du havre pour l'artisanat et l'activité portuaire sur environ une dizaine d'hectares,. Le second pôle occupé entre le Ier et le Ve siècle d'une superfice comprise entre 20-30 ha est sur une hauteur dénommée Saint-Marc où se serait concentrés la vie civile et les quartiers d'habitation. L'abandon du second pôle commence à partir du IVe siècle. Des marchands orientaux s'installent peut-être, sans certitude, au Bas-Empire romain dans la cité, principalement en raison de son caractère portuaire. Le déclin du pôle principal commence vers la fin du IIIe siècle, puis les bâtiments sont abandonnés au IVe siècle. Jusqu'au VIe siècle, la ville est peut-être un évêché secondaire ou une résidence pour l'évêque. La localité médiévale semble être installée uniquement sur le pôle portuaire de l'époque romaine.
Au niveau des édifices, un sanctuaire est révélé (et une hypothèse existe pour un second) et un port important devait exister. Des thermes sont construits au IIe siècle. Un temple romain est attesté aux IIe et IIIe siècles, puis est remplacé par un baptistère aux IVe et VIe siècles.
Charles de Gerville y effectue les premières découvertes au XIXe siècle. Les premières fouilles archéologiques menées par Michel de Boüard mettent au jour en mars 1956, un baptistère datant du Ve siècle de forme hexagonale, cas unique pour le nord-ouest de la Gaule romaine. Puis d'autres fouilles ont lieu régulièrement chaque décennie. En 1961, 1966 et 1976, trois interventions de sauvetage ont lieu proche du baptistère permettant la découverte de nouvelles sépultures. D'autres fouilles sont menées par François Delahaye en 1999. Les fouilles de 2001 permettent de comprendre l'ampleur de la ville à l'époque. Puis les fouilles ménées en 2008 permettent de révéler des tuyaux avec un coffrage en terre cuite liés aux libations, premier élément de ce type dans la région. Les campagnes de 2012 et de 2017-2018, des fouilles préventives ont permis de révéler une domus du Ier siècle, une nécropole de taille modeste, une palestre, la partie chaude des thermes daté du début du IIe siècle, des maisons plus modestes et divers édifices, principalement lors de la campagne de 2017-2018,.

### Autres localités
Pour Laurent Paez-Rezende, Laurence Jeanne et Caroline Duclos, d'autres sites semblent exister comme Beuzeville-au-Plain, L'Étang-Bertrand et Saint-Jores. Les Unelles ont pu avoir également d'autres ports annexes pour le cabotage et l'échouage en raison de la présence de nombreux havres et embouchures dans cette région.
À Beuzeville-au-Plain, les monnaies du Haut-Empire romain sont découvertes à la fin du XIXe siècle.
À L'Étang-Bertrand, ce sont principalement des tuiles, des briques et des tegulae qui sont découverts, ainsi que deux fours circulaires et probablement des carrières pour l'extraction d'argile afin de réaliser des poteries.
À Réville, la construction d'un blockhaus par l'armée allemande pendant la Seconde Guerre mondiale révélent des objets d'une nécropole mérovingienne. Des fouilles archéologiques complémentaires menées de 1959 à 1966 par Charles Sorel et Frédéric Scuvée y permettent des mises au jour supplémentaires sur 500 m2, malgré l'érosion marine qui détruit ce site localisé sur le front de mer depuis plusieurs siècles. À ce jour, 152 sépultures ont été étudiées du milieu du VIe siècle à la seconde moitié du VIIe siècle (soit huit générations).
À Saint-Jores, les premières révélations quantitatives (tuiles, briques, tegulae) sont liées à l'abbé Lecardonnel vers la décennie 1860. Auparavant, en 1770 un puits, puis en 1789 un fosse circulaire de 2 m, enfin en 1840 et 1844 deux fours à briques sont révélés.

## Société, politique et religion

### Relations extérieures
Les Unelles font partie de la Confédération armoricaine.
Ils ont pour voisins les Bajocasses à l'est, les Viducasses au sud-est et les Abrincates au sud.

### Société

Restitution de la tombe de libation 333 reposant sur une tegula et découverte à Port-Bail-sur-Mer.

Avant la conquête romaine, les pratiques funéraires des Unelles concernant les morts est soit l'inhumation, soit la crémation. Après la conquête romaine, sous le Haut-Empire romain, la crémation est privilégiée avec une dépose des cendres dans un vase ossuaire. Pour les enfants, l'inhumation reste la technique privilégiée. Quelques traces de libation sont parfois détectés comme à Portbail. Sous le Bas-Empire romain, à partir du IVe siècle, l'inhumation devient peu à peu la norme également pour les adultes. Les tombes sont souvent orientés dans un axe ouest-est, sauf si une chapelle funéraire est fédératrice comme la possible tombe à libation à Portbail. À partir du IVe siècle, les soldats gardant le Litus Saxonicum  et leurs familles sont enterrés localement.
Les magistrats et militaires gallo-romains (préfets et centurions pour l'armée, prêtres pour la religion...) pour ce peuple ne sont pas connus, mais les actes d'évergétisme très courant (construction d'édifices, représentations théâtrales, jeux du cirque...) nous permettent d'attester de leur présence. Lors de la période franque, les élites se manifestent principalement par des dons religieux.

### Religion
Le principal saint au début de l'Antiquité tardive est Martin de Tours, qui est d'abord honoré à Crociatonum puis dont le culte se répand chez les Unelles via les principaux axes routiers (carrefours, passages de cours d'eau, sanctuaires ou encore stations routières) ou des vici. Puis, le christianisme se répand au VIe siècle dans les campagnes, principalement par la création d'établissements religieux créés par des ermites. Toutefois, les sanctuaires remplacent rarement les lieux saints païens chez les peuples normands afin de probablement bien les différencier.
Après le départ et la perte de la province romaine de Bretagne par les Romains, des migrations entre le Ve et le VIIe siècle s'effectuent vers le territoire des Unelles en traversant la Manche ce qui permet l'installation de saints d'origine celtique comme Hermeland, Malo, Patrice ou Samson.

Évéchés
Carte des évêchés de la province ecclésiastique de Rouen au Haut Moyen Âge. Constantia est le siège de l'évêché.
Dédicaces paroissiales aux saints des diocèses de Coutances et de Bayeux.
Dédicaces dédiées à Saint-Martin dans les diocèses de Coutances et de Bayeux.

## Économie et commerce

### Monnaie gauloise
Des pièces de monnaies liées aux Unelles sont découvertes. La plupart des monnaies de ce peuple comporte un cheval et un cavalier. Dans les sociétés gauloises, le cheval sous toutes ses formes symbolise la richesse du chef de la tribu à travers le nombre d'équidés qu'il possède. Chaque peuple gaulois réalise ses propres monnaies ce qui rend parfois l'analyse difficile en raison du contexte politique interne ; par ailleurs afin de ne pas montrer une volonté de domination trop importante, les noms des chefs des peuples ne sont pas indiqués sur les monnaies gauloises, il leur est préféré la présence d'animaux ou d'armes. Les Unelles ont pour symbole principal l'épée.
Une des pièces découvertes, répertoriée sous le sigle « BN 6934 », représente une femme vêtue et montant un cheval en amazone, c'est-à-dire en chevauchant avec les deux jambes du même côté du cheval. Selon l'historien et archéologue français Paul-Marie Duval, il s'agirait de la représentation d'une déesse guerrière ce qui est contraire à ce qu'affirme le numismate français Adrien Blanchet dans son ouvrage sur les Traité des monnaies gauloises en 1905, à savoir que les déesses ne sont jamais représentées sur les monnaies gauloises.
Trois autres monnaies en or sont trouvées, elles portent les références « BN 6931 », « BN 6927 » et « BN 6932 ». La monnaie répertoriée « BN 6931 » est composée d'un cheval avec un cavalier avec la présence en dessous d'un accessoire symbolique. La monnaie « BN 6927 » est composée d'un cheval et d'un cavalier, ainsi que d'une barque, peut-être pour le voyage des morts aux îles des Bienheureux. La monnaie « BN 6932 » est constituée d'un cheval et d'un cavalier avec une épée ou un poignard se situant sur le bas de la pièce.

### Artisanat et commerce

Localisation des ateliers de potiers avérés.

À l'époque romaine, entre le Ier siècle av. J.-C. et le Ier siècle, les Unelles importent des produits de différentes provinces romaines que ce soit du centre de la Gaule lyonnaise des gobelets en céramique, de la Gaule Narbonnaise et de Tarraconaise des amphores pour le vin, d'Italie également des amphores ainsi que de la vaisselle en céramique sigillée provenant d'Arretium. Des ports sont construits pour faciliter le commerce sur les embouchures de la Divette, de la Sienne ou de la Soulles.
À partir du Ier siècle, une fois la Pax romana bien installée, les principaux pôles ruraux connaissent le développement de l'artisanat et de grandes fermes appelées villae. Ces dernières, à travers les fouilles archéologiques, ont révélé des restes d'animaux qui devaient fournir l'alimentation aux principales villes des Unelles ; des coquillages marins ont également été révélés. À la toute fin du IIe et au début du IIIe siècle, certaines villae et les centres d'artisanat commencent à être abandonnées.
Les céramiques utilisées chez les peuples de la Normandie occidentale dont les Unelles à l'époque du Haut-Empire romain sont de trois types : Besançon, Black Burnished et vernis rouge pompéien. Parmi les découvertes archéologiques réalisées, seulement un quart des céramiques sont importées et les trois quart restantes semblent produites localement ou régionalement. Dans l'état actuel de la recherche, aucun four à céramique n'a été découvert sur le territoire des Unelles, alors que les matières premières sont présentes dans le sol ; actuellement le plus proche atelier des Unelles est celui localisé à Vieux-la-Romaine.
À l'époque mérovingienne aux VIe et VIIe siècles, des fibules sont importées lors d'échanges commerciaux avec les territoires d'Outre-Manche.

### Transports

#### Voie routière

Principales voies romaines en Basse-Normandie (état de la recherche en 2022).

Pont long romain franchissant les marais des Ponts d'Ouve à Étienville.

La majorité des éléments concernant les axes de communication routiers date du XIXe et du début du XXe siècle lors de recherches menées par Arcisse de Caumont, Raoul Doranlo et Charles de Gerville. En 1975, Dominique Halbout-Bertin propose une synthèse des éléments en s'appuyant sur les rares sources écrites comme la table de Peutinger  ou l'Itinéraire d'Antonin ainsi que les bornes milliaires mises au jour, mais sans réelle certitude sur le tracé exact de chaque tronçon.
La logique du réseau routier consiste à relier les agglomérations principales entre elles ou au littoral. Les voies principales ont une largeur comprise entre 9-12 m et les voies secondaires ont une largueur au maximum de 6 m. Une carte synthétique du réseau routier romain en Basse-Normandie n'est pas encore possible car les travaux d'étude sont toujours en cours, contrairement à d'autres régions françaises comme la Bretagne.
Une des voies romaines principales des Unelles relie Lugdunum à Alauna, même si la table de Peutinger prolonge la voie jusqu'au littoral, soit peut être à la suite d'une erreur ou pour y relier le site de Montaigu-la-Brisette. Au niveau régional, cet axe relie Alauna à Aregenua en passant par la baie des Veys. Dans la baie des Veys, plusieurs tracés sont possibles en fonction des marées même si un tronçon d'une largeur de 12 m a été découvert à la « chasse Ferrée », à Saint-Pellerin. Le chemin appelé le « Grand-Vey » a l'avantage d'être le plus direct mais il nécessite de traverser le Vey (réunion de la Douve et du Taute) et la Vire uniquement à marée basse, ainsi que des bancs de sable instables et deux à trois heures pour effectuer le trajet. D'autres passages sont possibles dont celui appelé « Petit-Vey » par Saint-Côme-du-Mont, Carentan, Isigny-sur-Mer ou par bac.
Depuis la « chasse Ferrée », une autre voie romaine parallèle à celle de la voie romaine reliant Alauna-Cosedia jusqu'à Augustodunum semble la dédoubler en passant par Canchy et Saint-Clément. Sur cette voie romaine, un pont long est construit dans la seconde moitié du Ier siècle à Étienville pour franchir l'Ouve et son marais. Sa construction a nécessité la création d'une digue haute de 1 m et d'une largeur de 7 m pour une longueur de 750 m afin de permettre le passage des convois attelés. Le site est fouillé en 2010. Le franchissement se fait par l'immersion de la chaussée dans un passage à gué où un tablier en bois maintient les pierres en place. Cette voie romaine ne semble abandonnée qu'à partir du dernier tiers du IXe siècle.
Une voie secondaire reliant la « chasse Ferrée » à la voie romaine Alauna-Cosedia, en passant par Méautis, Sainteny et Périers, est également mis au jour.
Une autre voie romaine relie Cosedia à Legedia, elle est attestée au Ve siècle av. J.-C. sur la table de Peutinger et apparaît encore sur une charte ducale du XIIe siècle.
D'autres secteurs sont encore inconnus comme le tracé entre les marais du Cotentin et Torigni-sur-Vire qui fait encore l'objet d'études archéologiques.

Schéma de la voie romaine à la Chasse Ferrée à Saint-Pellerin.

Après l'époque romaine, le réseau routier semble se maintenir globalement sur les mêmes tracés, même si pour des problématiques de coût d'entretien élevé pour un pouvoir politique désormais décentralisé, ce réseau a pu varier localement comme c'est le cas pour le tracé Cosedia-Alauna.

#### Voie fluviale
À l'époque romaine, les marées s'introduisent plus dans les terres au niveau de la Douve, de la Taute et de la Vire avant que divers procédés (canalisation, endiguement, assèchement et poldérisation) au cours du Moyen Âge ne fassent reculer le trait de côte.
Les ports fluviaux n'ont pas été révélés par l'archéologie mais des logiques peuvent apparaître : Alauna est relié aux ports de Coriallo et de Portbail et Cosedia à la baie des Veys et à la baie de Sienne. La Douve et la Vire sont probablement en partie navigables.

## Historiographie et archéologie

### Sources antiques
Jules César, général, écrivain et homme d'État romain du Ier siècle av. J.-C., mentionne dans son livre les Unelles de ses Commentaires sur la guerre des Gaules au livre II lorsque ceux-ci font partie de la coalition anti-romaine en 57 av. J.-C., puis au livre III lors de la révolte régionale dirigée par Viridovix en 56 av. J.-C.,. Ils sont également évoqués au livre VII lors de la composition de l'armée gauloise envoyée au siège d'Alésia pour secourir Vercingétorix qui est assiégé par l'armée romaine,.
Une borne milliaire découverte à Sainte-Mère-Église et datée de la fin du Ier ou du début du IIe siècle mentionne Kroukiatonnom.
Claude Ptolémée, géographe grec du IIe siècle, cite ce peuple et Kroukiatonnom comme possible capitale de la civitas au Haut-Empire romain au livre II de son œuvre Géographie,. Ses sources sont Marinos de Tyr, un géographe romain d'origine phénicienne de la fin du Ier et du début du IIe siècle.
À la fin du IIIe siècle, l'Itinéraire d'Antonin, un guide de voyage antique qui comprend 255 voies romaines, mentionne les cités d'Alauna,de Cosedia et de Crociatonum, tout comme la table de Peutinger.
À la fin du IVe ou au début du Ve siècle, la Notitia provinciarum et civitatum Galliae, une liste compilée des 17 provinces de Gaule et ses 115 civitates évoque la Civitas Constantia.
À la même époque, la Notitia dignitatum, un document administratif romain rédigé à partir de 396, qui mentionne les dignités civiles et militaires du Bas-Empire romain dont chez les Unelles l'installation de garnisons et d'un préfet pour protéger le Tractus Armoricanus et Nervicanus à Constantia et à Grannonum,,. Des critiques sur sa fiabilité existent car parfois le même commandant est cité à deux lieux différents en même temps ou d'autres commandements sont incomplets.

### Sources modernes
Au XIVe siècle, l'idée de lier les limites ecclésiastiques aux civitates commence à apparaître. Michel Servet, humaniste et théologien espagnol naturalisé français du XVIe siècle tente de délimiter en 1541 les territoires des peuples gaulois à partir de la Géographie de Claude Ptolémée, mais avec quelques erreurs de localisation. En 1594, le géographe et cartographe brabançon Abraham Ortelius dans son ouvrage Typus Galliae veteris place les Ambibares dans le nord du Cotentin à la place des Unelles.
Melchior Tavernier, graveur et libraire français du XVIIe siècle reprend cette hypothèse en 1640 en mettant en Normandie différents évêchés dont celui de Coutances. Elle est également reprise par le graveur et cartographe français du XVIIIe siècle Jean-Baptiste Nolin en 1757 qui se base sur la subdivision opérée par l'empererur Dioclétien en 297 en mentionnant que le tracé de la Normandie ne vient pas du traité de Saint-Clair-sur-Epte signé par Charles III le Simple et Rollon en 911 mais de la forme de la Lyonnaise Seconde. Les premières cartes de l'évêché sont celles de Guillaume Mariette de La Pagerie dans son œuvre Unelli, seu, Veneli. Diocèse de Coutances divisé en ses quatre archidiaconés et vint-deux doiennées ruraux avec les Isles de Jersay, Grenesey, Cers, Herms, Aurigny, etc..., Dédié à Monseigneur l'Illustrissime et Révérendissime Charles-François de Brienne, Êvêque de Coutances en 1689 et du géographe et cartographe français Guillaume Delisle dans son travail Rerum gallicarum et franciscarum scriptores en 1742 : elles se basent sur les fleuves Vire et Thar.

Cartes de la Normandie à l'époque moderne
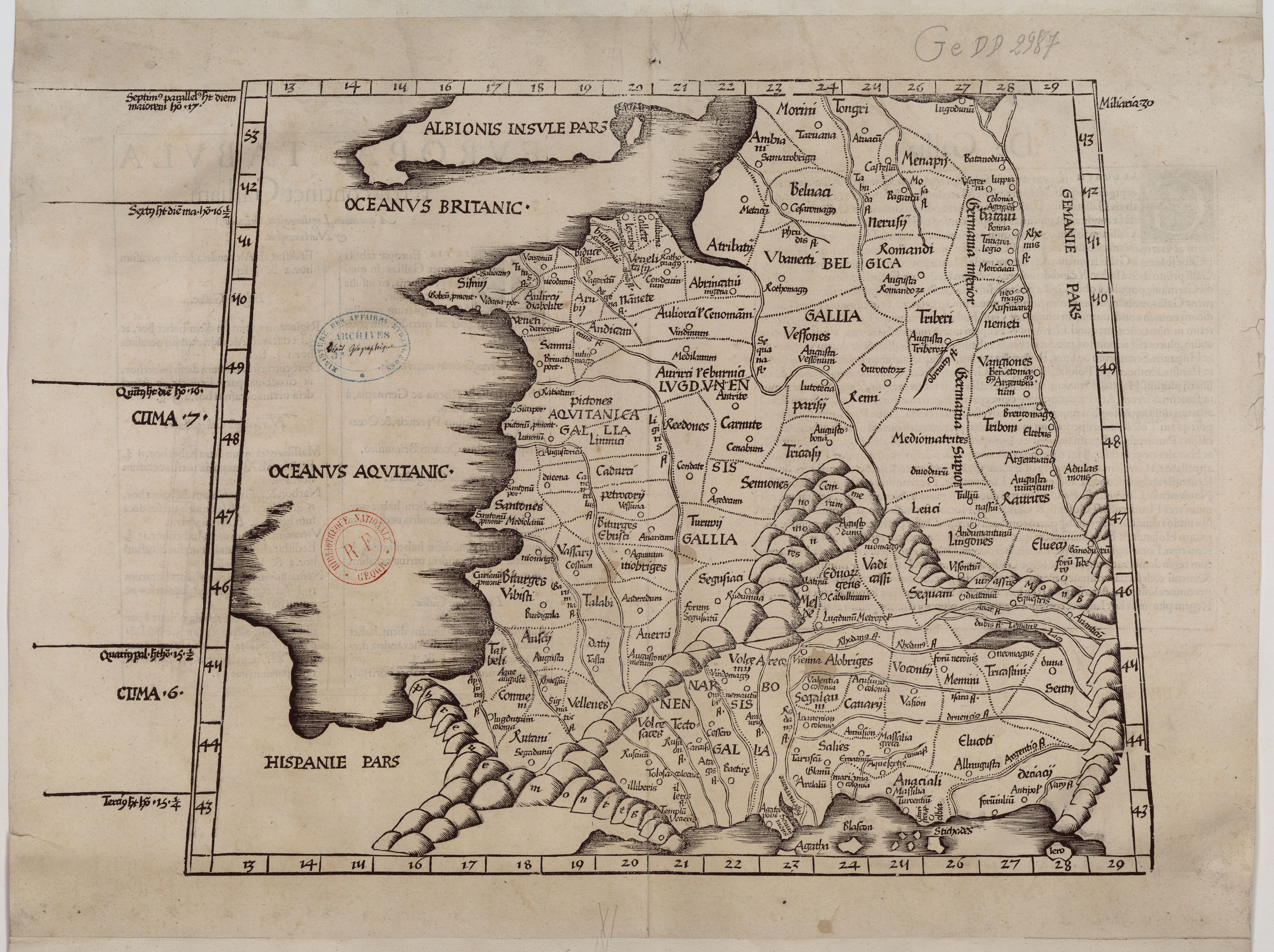
Gaule à l'époque romaine selon la Géographie de Claude Ptolémée d'après Michel Servet dans son ouvrage Europae tabula tertia continet Galliam Aquitaniam, Lugdunensem, Belgicam et Narbonensem en 1541 (aucune mention des Unelles/Unelli).
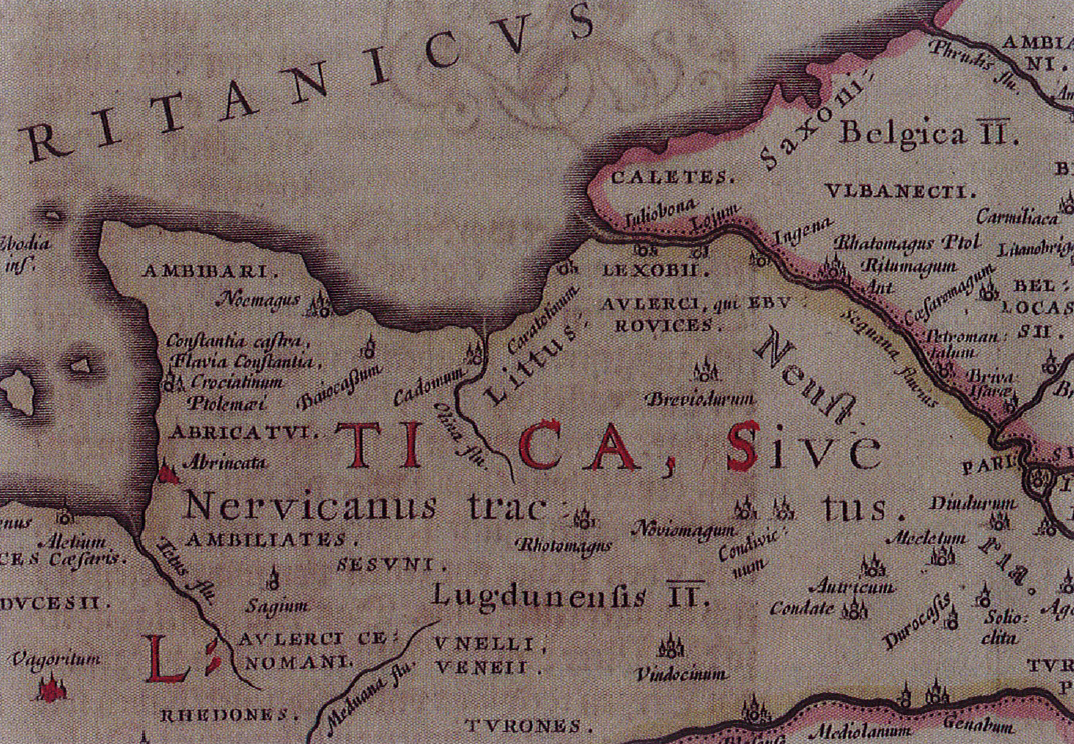
Normandie à l'époque romaine d'après Abraham Ortelius dans son ouvrage Typus Galliae veteris en 1594 où les Unelles/Unelli ne sont pas mentionnés.
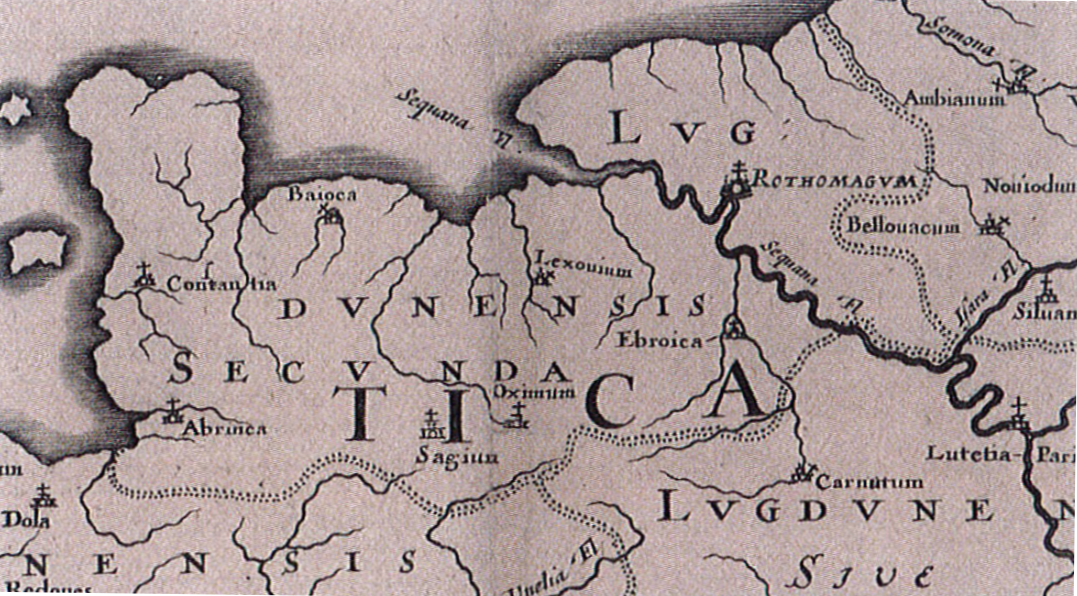
Sièges épiscopaux en Normandie d'après Melchior Tavernier dans son ouvrage Antiquorum Galliae episcopatuum geografica descriptio en 1640 où seule Contantia [sic] apparaît sur l'antique territoire des Unelles.
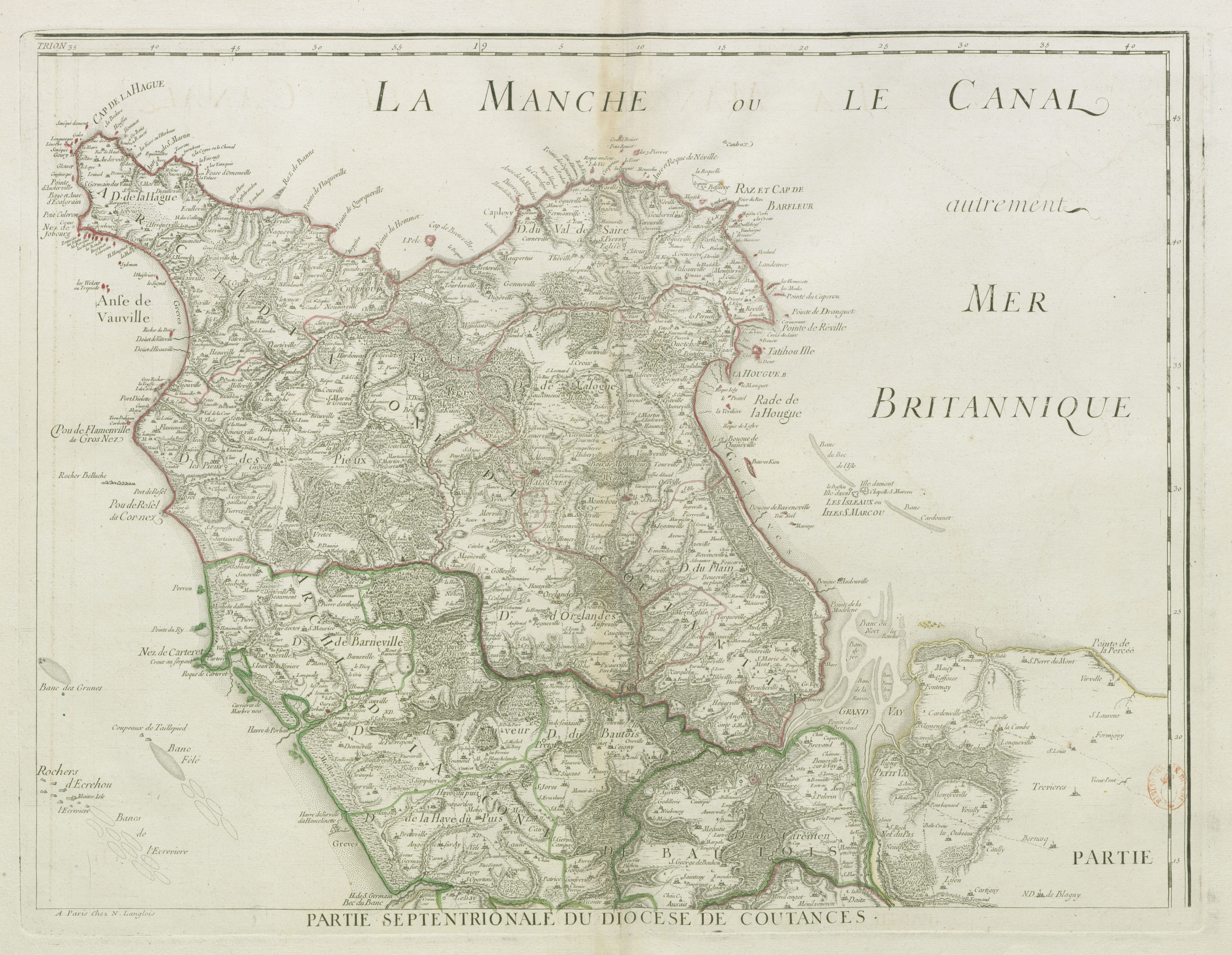
Diocèse de Coutances par Guillaume Mariette de La Pagerie en 1689.
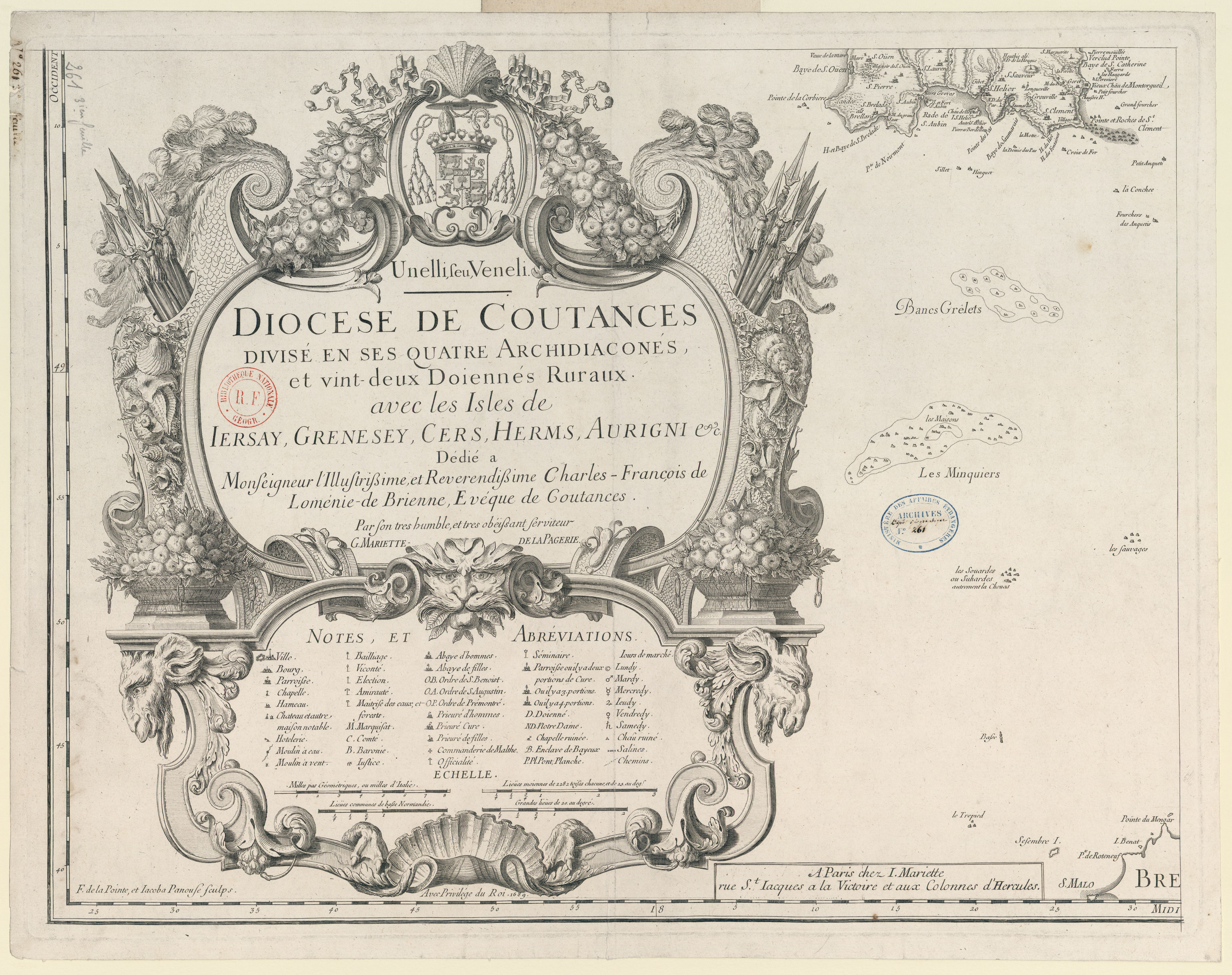
Notes et abréviations de la carte précédente.

### Sources contemporaines
Charles de Gerville, historien naturaliste et archéologue français de la fin du XVIIIe et de la première partie du XIXe siècle, puis Arcisse de Caumont, historien et archéologue français du XIXe siècle mènent des observations et des fouilles archéologiques dans le secteur du département de la Manche à cette période. À la même époque, l'historien local français Léon Coutil évoque les Unelles dans un article paru en 1926 sous le titre « Unelli, Ambivareti et Coriosolitae » dans le tome 13 du bulletin de la Société normande d’études préhistoriques.

Proposition de localisation du territoire des Unelles au Haut-Empire romain. État de la recherche en 2003 mais obsolète en 2018.

Karl Joseph von Hefele, théologien catholique wurtembergeois du XIXe siècle, tente de faire le lien entre les limites ecclésiastiques et les limites administratives romaines dans son Histoire des conciles en se basant sur trois conciles : Nicée en 325, Constantinople en 381 et Chalcédoine en 451. En 1878, l'archiviste et historien français spécialisé dans la Gaule romaine Auguste Longnon dans sa Géographie de la Gaule du VIe siècle est le premier historien contemporain à tenter de lier les limites ecclésiastiques aux limites des civitates. Bien plus tard, dans le milieu des années 1970, le Centre de Recherche d'Histoire Quantitative de l'université de Caen propose une cartographie des diocèses et paroisses de Normandie, servant de base pour une meilleure délimitation des territoires des civitates. Au même moment, en 1975, Dominique Bertin mentionne dans un article des Annales de Normandie intitulé « Introduction à une étude de l'époque gallo-romaine en Basse-Normandie : carte de répartition des voies et des sites gallo-romains de Basse-Normandie » qu'à cette date les limites des territoires des peuples gaulois de la Basse-Normandie sont encore difficiles à délimiter. Des précisions commencent à apparaître à partir du début des années 2010 où les publications des décennies précédentes sur les limites territoriales étaient approximatives. En 2011, un collectif dénommé « L'antiquité en Basse-Normandie » est créé avec pour objectif d'établir les limites territoriales des subdivisions administratives romaines. En 2018, Laurence Jeanne et Laurent Paez-Rezende proposent de se baser en grande partie sur les limites du diocèse de Coutances pour délimiter le territoire des Unelles.
Concernant le Litus Saxonicum, dès 1976, l'historien britannique Stephen Johnson, dans un article intitulé « Channel commands in the Noticia », écrit que les côtes nord-ouest et nord de la Gaule romaine au Bas-Empire romain sont fortifiées afin d'empêcher les raids des pirates francs et saxons sur le littoral. Cependant l'archéologie du début du XXIe siècle remet en cause ses conclusions ; puis en 2015 Patrick Galliou et Jean-Michel Simon dans « Le castelletum de Brest et la défense de la péninsule armoricaine au cours de l'Antiquité tardive » se basent sur le fait que ces forts datent de différentes époques et sont très espacés pour une défense efficace, et qu'il s'agirait en réalité de dépôts logistiques. Pour Patrick Galliou, l'objectif est donc principalement de sécuriser les ports pour la voie de circulation pour le transport des marchandises et de l'armée, et non de protéger la population.
Au XXIe siècle, les premières publications concernant le domaine funéraire commencent à apparaître à partir des fouilles réalisées dans les années 1980-1990. À la fin de la première décennie du XXIe siècle, Montaigu-la-Brisette est fouillée.

### Archéologie
Au XVIIe siècle, l'intendant français de Louis XIV Nicolas-Joseph Foucault créée une première équipe archéologique composée de 200 ouvriers pour fouiller le théâtre à Valognes. Au même siècle, le religieux normand René Toustain de Billy évoque ls premières fouilles réalisées par une école d'hydrographie à Coutances, élément repris le moine bénédictin français Bernard de Montfaucon et l'archéologue, homme de lettres et graveur français Anne Claude de Caylus. Toujours au même siècle, les premières découvertes funéraires sont réalisées dans l'ancienne Coriallo.

Principales voies romaines dans la Basse-Normandie au Haut-Empire romain selon l'état de la recherche en 1975.

Après la Révolution, l'homme politique français Augustin Asselin vers Cherbourg, Henri-François Duchevreuil, l'historien et archéologue français Charles de Gerville et P. Lefillastre poursuivent les fouilles archéologiques. Au XVIIIe siècle, de nouvelles découvertes sont encore faites dans l'antique Coriallo, puis dans les anciennes Alauna, Cosedia et Crociatonum. Après la création de la Société des Antiquaires de Normandie en 1824, d'autres archéologues commencent des fouilles : Charles-Juste Houël à Saint-Lô, Émile de Pontaumont dans le secteur de Sainte-Mère-Église, J.-M. Renault dans le secteur de Coutances, Arsène Delalande à Valognes et l'abbé Michel Lebrédonchel à Néhou. Sous le Second Empire, les fouilles dans cette région sont limitées aux agglomérations et sont menées par J.-M. Renault ainsi que L. Quenault, Ch. Renault, A. Voisin et le Docteur Raoul Doranlo.
Au cours du XIXe et du début du XXe siècle les fouilles archéologiques révèlent de nombreux éléments du réseau routier mis en place par les Romains en Normandie. Une synthèse est proposée en 1975 par Dominique Halbout-Bertin dans un article intitulé « Introduction à une étude de l’époque gallo-romaine en Basse-Normandie : carte de répartition des voies et des sites gallo-romains de Basse-Normandie » paru dans les Annales de Normandie.
Les découvertes archéologiques effectuées jusqu'en 1975 comportent des trésors monétaires, des briques, des tuiles, des statuettes, de la céramique, des sarcophages, des vases et des fours de potiers.
À partir des années 1980-1990, des nécropoles et des monuments funéraires sont fouillés en Normandie occidentale, notamment chez les Unelles et plus particulièrement dans la cité d'Alauna. Au début du XXIe siècle, l'archéologie de sauvetage, puis préventive a permis de réaliser des découvertes sur la période antique concernant le domaine funéraire. La richesse des révélations commencent seulement à être exploitée.
Les premières découvertes archéologiques sur la production de céramique sont relatées en 1987 dans un article intitulé « Inventaire des sites de production de céramique gallo-romaine découverts en Normandie » de Claude Jigan et Jean-Yves Marin paru dans les Annales de Normandie, il concerne principalement les fours à céramique et leurs usages. Patrick Blaszkiewicz, en 1995, reprend cette synthèse lors du congrès de la revue académique SFECAG en démontrant que les données issues des notices du XIXe et du début du XXe siècle sont invérifiables mais qu'il est possible de s'appuyer sur les éléments issus des fouilles menées à Lisieux en 1965 et à Sées en 1991.
À la fin du XXe siècle, les fouilles archéologiques concernant les Unelles sont peu nombreuses à l'exception de celles menées par Michel Le Pesant à Coutances et Jacqueline Pilet-Lemière à Cherbourg.